# Aleksandr Fil'cov
Aleksandr Evgen’evič Fil'cov (in russo Александр Евгеньевич Фильцов?, Aleksandr Yevgenyevich Filtsov; Šimanovsk, 2 gennaio 1990) è un ex calciatore russo, di ruolo portiere.

## Carriera

### Club
Fil'cov ha esordito nella Prem'er-Liga con la maglia della Lokomotiv Mosca: il 18 giugno 2011, infatti, è entrato in campo in sostituzione di Dmitrij Syčëv, a causa dell'espulsione del portiere titolare Guilherme. Nel 2013 è passato in prestito al Krasnodar, venendo poi riscattato. Il primo incontro con questa casacca è stato datato l'8 marzo, nella vittoria per 2-1 sull'Amkar Perm'.

### Nazionale
Fil'cov è stato convocato nella Nazionale russa Under-21 dal commissario tecnico Nikolaj Pisarev, in vista del campionato europeo di categoria 2013.